# Wilhelm Scherer (Landrat)
Joseph Anton Wilhelm Scherer (* 27. Juni 1866 in Rheine; † 29. Oktober 1914 in Ypern) war ein preußischer Verwaltungsbeamter und Landrat.

## Leben und Herkunft
Der katholische Wilhelm Scherer war ein Sohn des Gymnasialdirektors Dr. phil. Josef Scherer und dessen Ehefrau Maria, geborene Roters. Nach dem Besuch von Gymnasien in Coesfeld und Arnsberg und der erfolgten Reifeprüfung zu Ostern 1884, absolvierte er von 1884 bis 1887 ein Studium der Rechtswissenschaften in Freiburg, Berlin und Leipzig. Von 1884 bis 1885 wurde er beim 2. Garde-Feld-Artillerie-Regiment in Berlin dienstverpflichtet, bevor er am 21. Oktober 1887 seine Erste juristische Prüfung ablegte. Im November des gleichen Jahre wurde er Gerichtsreferendar beim Amts-, Landgericht und bei der Staatsanwaltschaft Arnsberg. 1890 wurde er Regierungsreferendar bei der Regierung Arnsberg sowie beim Landratsamt Arnsberg, bevor er am 1. Oktober 1892 seine Große Staatsprüfung ablegte und dann noch im gleichen Monat beim Landratsamt Uelzen tätig wurde. Ab dem 5. November 1895 war er zunächst bei der Regierung Münster tätig und wurde dann am 11. Januar 1899 zum kommissarischen Landrat des Kreises Adenau ernannt, dem am 26. Februar 1900 die definitive Bestallung folgte. Von 1907 bis 1912 gehörte er dem Provinziallandtag der Rheinprovinz an. Nach etwas mehr als 12 Jahren Tätigkeit in Adenau, wurde er am 6. November 1912 kommissarischer Landrat des Kreises Grevenbroich, dem am 19. Mai 1913 die Versetzung dorthin folgte. Nach kurzer Amtszeit in Grevenbroich fiel Wilhelm Scherer am 29. Oktober 1914 während des Ersten Weltkriegs in der Nähe von Ypern bei der Ersten Flandernschlacht. Seine sterblichen Überreste wurden in Diksmuide bestattet.

## Familie
Wilhelm Scherer heiratete am 11. Februar 1896 in Ginderich Kornelia Elisabeth Wilhelmine (Nelly), geborene Baumann (* 18. Oktober 1869 in Bislicher Insel; † 16. April 1948 in Bonn), Tochter des Gutsbesitzers Cornelius Baumann.

## Ehrungen
- 18. Januar 1910: Roter Adlerorden IV. Klasse
- 14. November 1911: Roter Adlerorden IV. Klasse mit Krone